# 245 Віра
245 Віра (245 Vera) — астероїд головного поясу, відкритий 6 лютого 1885 року Робертом Н. Поґсоном у Мадрасі.
Тіссеранів параметр щодо Юпітера — 3,187.